# FK Bordzjomi
FK Bordzjomi (Georgisch: სკ ბორდჯომი) is een voetbalclub uit Bordzjomi in Georgië.
De club werd in 1936 opgericht. In 2005 promoveerde Bordzjomi voor het eerst naar de hoogste klasse en werd daar meteen vijfde, op 16 clubs. Na degradatie in 2009 verdween de club in de anonimiteit. In 2014 werd Bordzjomi kampioen in Liga 3 en speelde nog drie seizoenen op het tweede niveau. In 2019 degradeerde de club uit de Liga 3 en verdween daarmee terug in de anonimiteit.

## Eindklasseringen (grafiek) vanaf 1994
| 13 |

| 10 |

| 19 |

| 7 |

| ? |

| 9 |

| 2 |

| 8 |

| 12 |

| ? |

| ? |

| 2 |

| 5 |

| 9 |

| 9 |

| 11 |

| ? |

| ? |

| ? |

| ? |

| 1 |

| 2 |

| 4 |

| 3 |

| 13 |

| 7 |

| 9 |

| 3 |

| 1 |

| 8 |

| 11 |

| 12 |

| Erovnuli Liga | Erovnuli Liga 2 | Liga 3 (Georgië) | Liga 4 |

FC Bachmaro ·
FC Betlemi Keda ·
FK Bordzjomi ·
FC Gardabani ·
Gori · 
Goeria Lantsjchoeti · 
FC Gonio ·
Iberia 1999 2 · 
Lokomotivi Tbilisi-2 ·
FC Matsjachela Chelvatsjaoeri ·
Merani Martvili ·
Merani Tbilisi ·
FK Mesjachte Tkiboeli ·
FC Orbi Tbilisi ·
FC Varketili ·
FC Zestafoni